# Human Sadness
Human Sadness es una canción grabada por la banda de rock estadounidense The Voidz. Fue lanzada el 2 de septiembre de 2014 a través del sello discográfico independiente de Casablancas, Cult Records, como el primer sencillo de su álbum debut Tyranny. La canción dura aproximadamente 11 minutos.

## Origen y composición
El inicio de la canción se dio cuando el baterista Alex Carapetis llevó un sample del Réquiem en Re menor de Mozart y se lo presentó a Casablancas, cuya atención fue captada y comenzó a usarlo como base para la canción. La letra inicial de la canción "pon el dinero en mi mano y haré las cosas que tu quieras que haga" alude a la codicia y corrupción a las que hace referencia el álbum, mientras que el resto de las canciones Casablancas detalla su relación con su padre John Casablancas, de quien se encontraba distanciado cuando en 2013 murió de cáncer.

## Recepción
"Human Sadness" fue recibido muy positivamente por los críticos, algunos describiéndolo como "una bestia sin estructura que presenta de todo, desde ruidos discordantes y voces deformadas y procesadas hasta rimbombantes solos de rock de estadio y un toque de punk neoyorquino por el cual Casablancas es bien conocido." También ha sido comparada con el álbum The Age of Adz del músico Sufjan Stevens.

## Vídeo musical
El vídeo musical de Human Sadness fue lanzado el 27 de mayo de 2015. El vídeo fue codirigido por Warren Fu, Nicholaus Goossen y Wissa. La historia del vídeo fue concebida por Casablancas, Fu y el bajista Jake Bercovici, y explora diferentes historias de dolor y angustia humana, retratadas por cada miembro de la banda yuxtapuestos con imágenes de la banda tocando mientras ocurre el apocalipsis en la Tierra. El vídeo fue inspirando por la historia de "la banda que sigue tocando" mientras el Titanic se hunde. Los créditos finales muestran un demo de Human Sadness que Casablancas compuso para la película de 2012 "The Unseen Beauty", un perfil sobre Sam Adoquei, padrastro y mentor artístico de Casablancas. El vídeo musical tardó más de un año en completarse.